# Alfred Mevissen

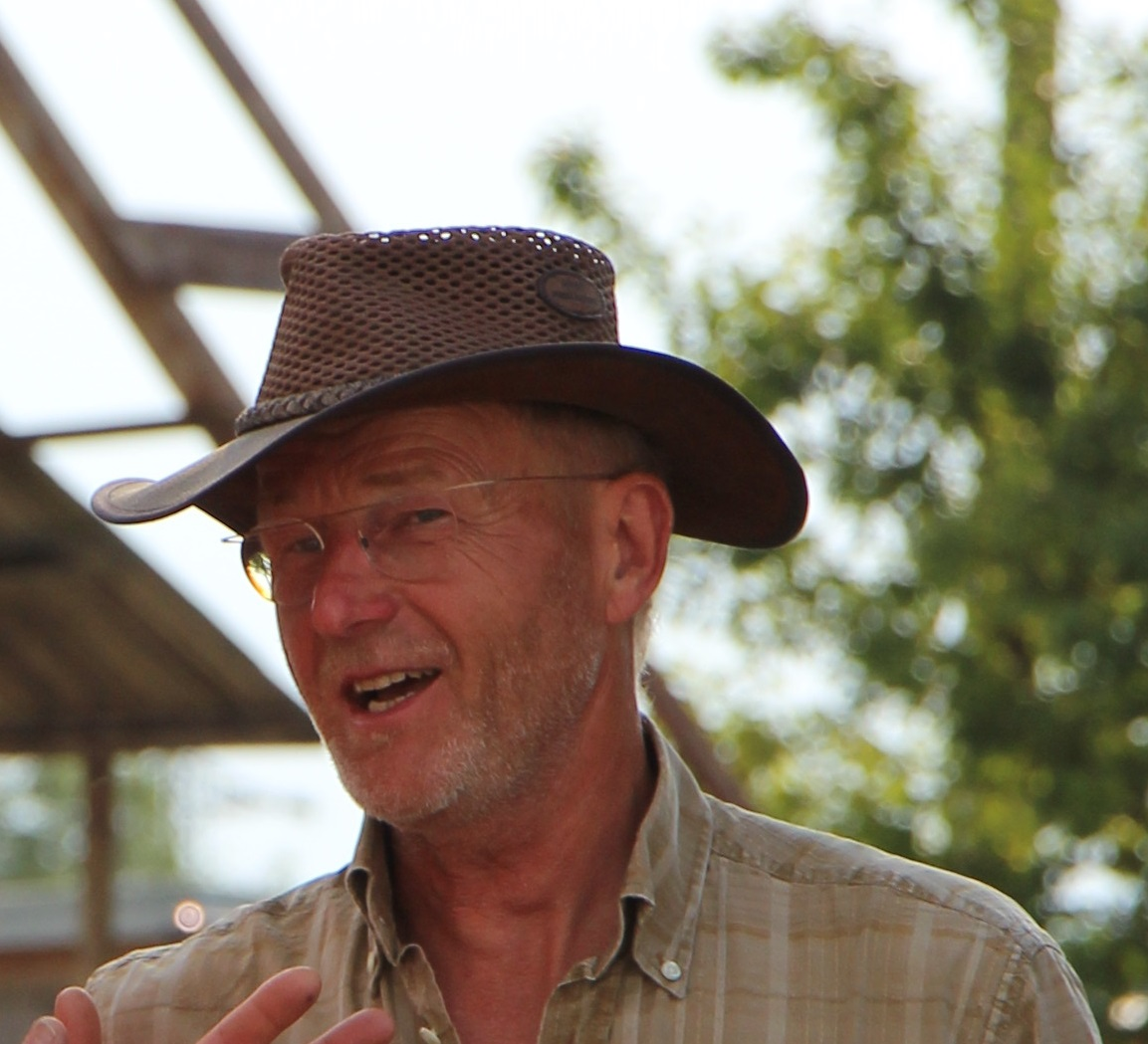
Alfred Mevissen (2017)

Alfred Mevissen (* 1958 in Geilenkirchen) ist ein deutscher Bildhauer. Er ist der Initiator des „Europäischen Skulpturenweges“, an dem sich derzeit (2021) 14 renommierte Künstler aus ganz Europa mit Werken für den öffentlichen Raum beteiligen.

## Leben und Wirken

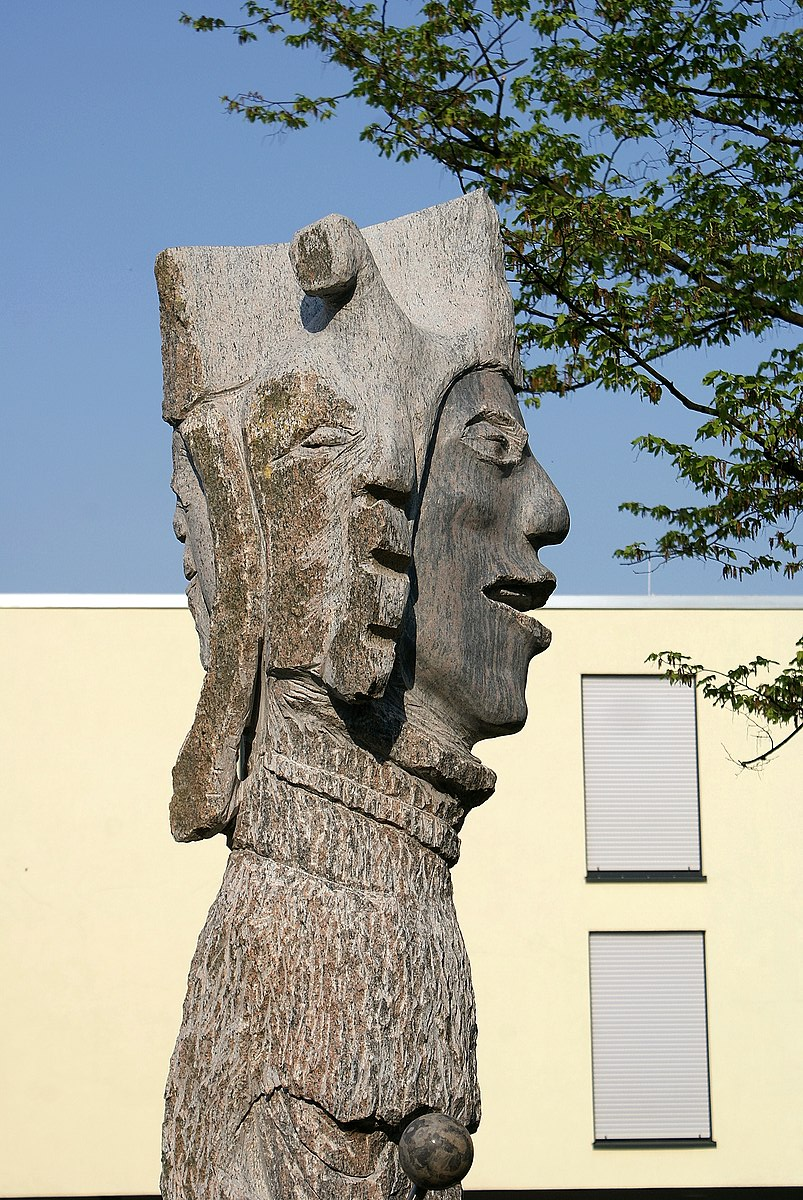
Der Narr, Alsdorf

Nach seinem Abitur im Jahr 1977 absolvierte Mevissen bis 1982 ein Lehramtsstudium an der RWTH Aachen und hat von 1985 bis 2018 in unterschiedlichen Positionen in der Pharmazeutischen Industrie gearbeitet, zunächst bei Sanofi und UCB und zuletzt als internationaler Projektmanager in der Onkologie bei Novartis.
Im Jahr 2004 entdeckte Mevissen seine Leidenschaft für die Bildhauerei und fertigte sein erstes Werk im Rahmen des Führungsseminars „einStein – Führung ist relativ“ an. Nach längerer Schaffenspause versteigerte er 2013 im Rahmen des Festes „Marmor und Marillen“ in Laas, der Zentrale des Laaser Marmors, einen Marmorschuh zugunsten der Südtiroler Kinderkrebshilfe. Zwei Jahre später initiierte Mevissen die Gründung der „Offenen Alsdorfer Atelierhäuser“ (OAAH), die bis 2018 bestand. Dabei handelte es sich um eine Kunstroute zu den unterschiedlichsten Künstlerateliers in Alsdorf, darunter das Atelier des Bildhauers Ludwig Schaffrath, auf der einmal im Jahr mit einer Projektwoche die neuesten Exponate ausgestellt wurden.
Eine berufliche Auszeit im Jahr 2016 hatte Mevissen dazu genutzt, das internationale gesellschaftspolitische Kunstprojekt „Säulen der Freiheit“ auf die Beine zu stellen. Mit insgesamt 112 Skulpturen von rund 100 unterschiedlichen Künstlern, aufgestellt bis zum 9. November des Jahres in 20 europäischen Ländern, verfolgte Mevissen die Idee, einen Dialog mit der Gesellschaft zu bewirken, um auf die Errungenschaften der Freiheiten der letzten 70 Jahre in weiten Teilen des westlichen Europas hinzuweisen, und darauf, dass sie aus seiner Sicht aus den verschiedensten Beweggründen zunehmend eingeschränkt werden.
Im Jahr 2017 folgte die erste Durchführung eines internationalen Bildhauersymposiums in Alsdorf, bei dem sechs großformatige Skulpturen, davon zwei von ihm selbst, entstanden sind, die anschließend als Kunst im öffentlichen Raum installiert wurden. Noch im selben Jahr verknüpfte er sein Projekt „Säulen der Freiheit“ mit 19 anderen parallelen Ereignissen in zwölf weiteren Ländern.

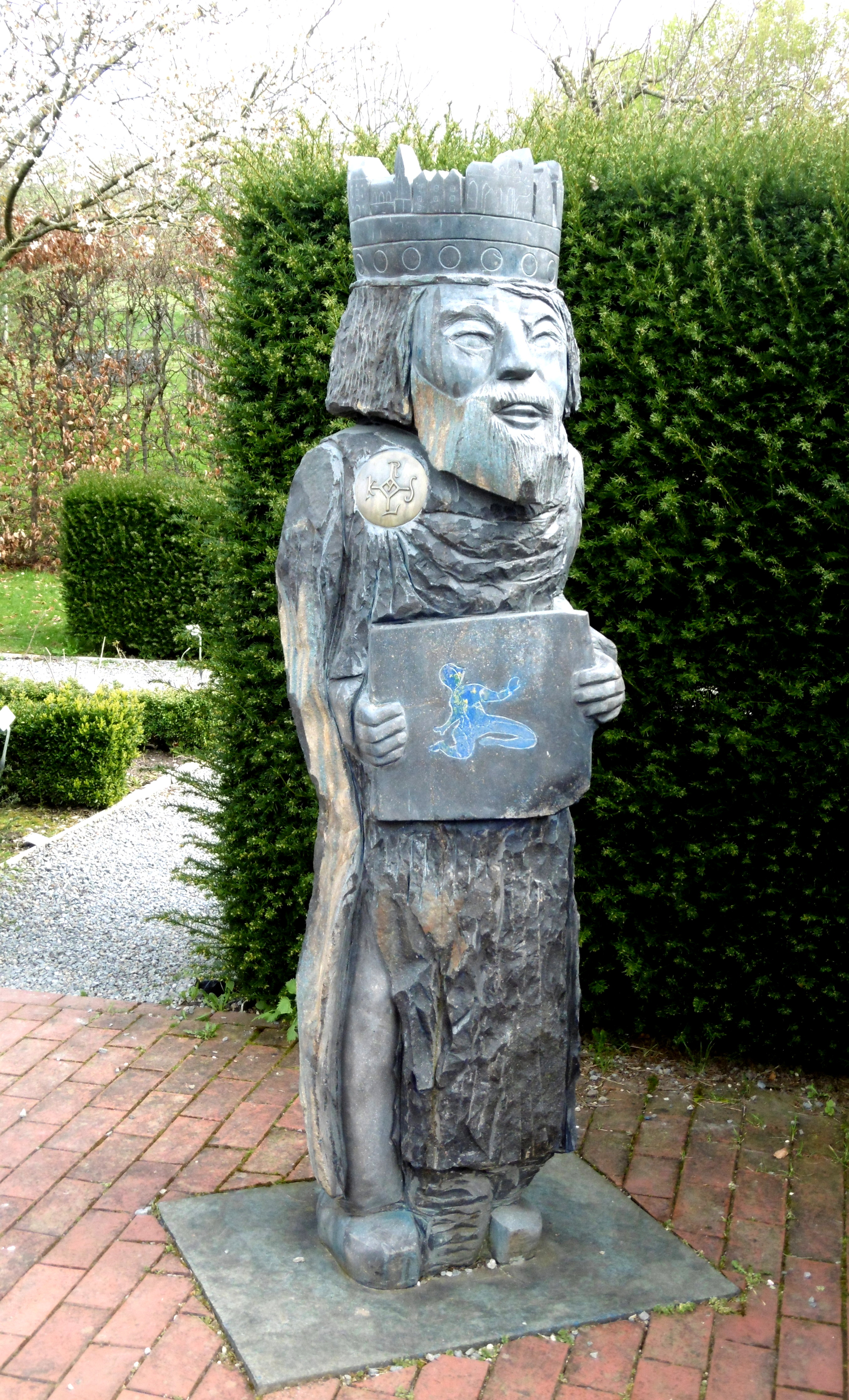
Karl der Große im Karlsgarten

Ein Jahr später, im Oktober 2018, gründete Mevissen den Verein Art moves Europe e. V. mit Sitz in Alsdorf, und initiierte das gleichnamige gesellschaftspolitische Kunstprojekt zur Zukunft Europas, das über die Form der dreidimensionalen Kunst wieder mehr Begeisterung für die Europäische Idee schaffen und die bisherigen Einzelaktionen bündeln soll. Aktuell entwickelt der Verein zwei internationale gesellschaftspolitische Kunstprojekte, zum einen den „Europäischen Skulpturenweg“, der unter der Schirmherrschaft der Europaabgeordneten Sabine Verheyen steht, sowie das Projekt „Grenzsteine der Gesellschaft“.
Der Skulpturenweg hat seinen Ausgangspunkt im Karlsgarten in Aachen-Melaten, den Mevissen mit der dortigen Aufstellung seiner Skulptur über Karl den Großen mit einem lokalen Bezug verknüpfte. Dabei musste Mevissen schon kurz nach der Aufstellung der Figur einen Rückschlag erleben, als diese durch Vandalismus mit Farbe schwer beschädigt worden war und erst durch eine Spezialfirma wieder gereinigt werden konnte. Ein weiterer Abschnitt des Skulpturenweges entstand anlässlich des 1. Internationalen Bildhauersymposiums vom 20. September bis 2. Oktober 2021 im belgischen Walhorn, bei dem neben Mevissen fünf weitere Künstler und eine Bildhauerin sechs großformatige Blausteinskulpturen zum Thema „Visionen für Europa“ auf dem Gelände des Steinbruch Rotsch gestalteten. Im Mai 2022 sollen alle vorgesehenen und an markanten Plätzen aufgestellten Skulpturen virtuell zum Europäischen Skulpturenweg vereinigt werden.
Zu allen diesen Projekten hat Mevissen bis heute weit mehr als 30 teils monumentale Skulpturen aus verschiedenen Materialien wie Sandstein, Granit, Basalt und Marmor geschaffen, von denen die meisten als dauerhafte Kunstobjekte im öffentlichen Raum an markanten Plätzen in ganz Europa zu besichtigen sind. Mevissen ist Mitglied im BBK Aachen/Euregio e. V.

## Ausstellungen (Auswahl)
- 2006: „Perspektiven zum Leben mit Krebs“, Novartis, Nürnberg
- 2011: Gruppenausstellung in Bodnegg am Bodensee
- 2015: Gruppenausstellung in Mochenwangen, Allgäu
- 2019: „EuropaGestalten“ in der Stadtbibliothek Alsdorf
- 2020: „Grenzinstallationen“, Discovery Art Fair, Frankfurt am Main

## Werke im öffentlichen Raum (Auswahl)

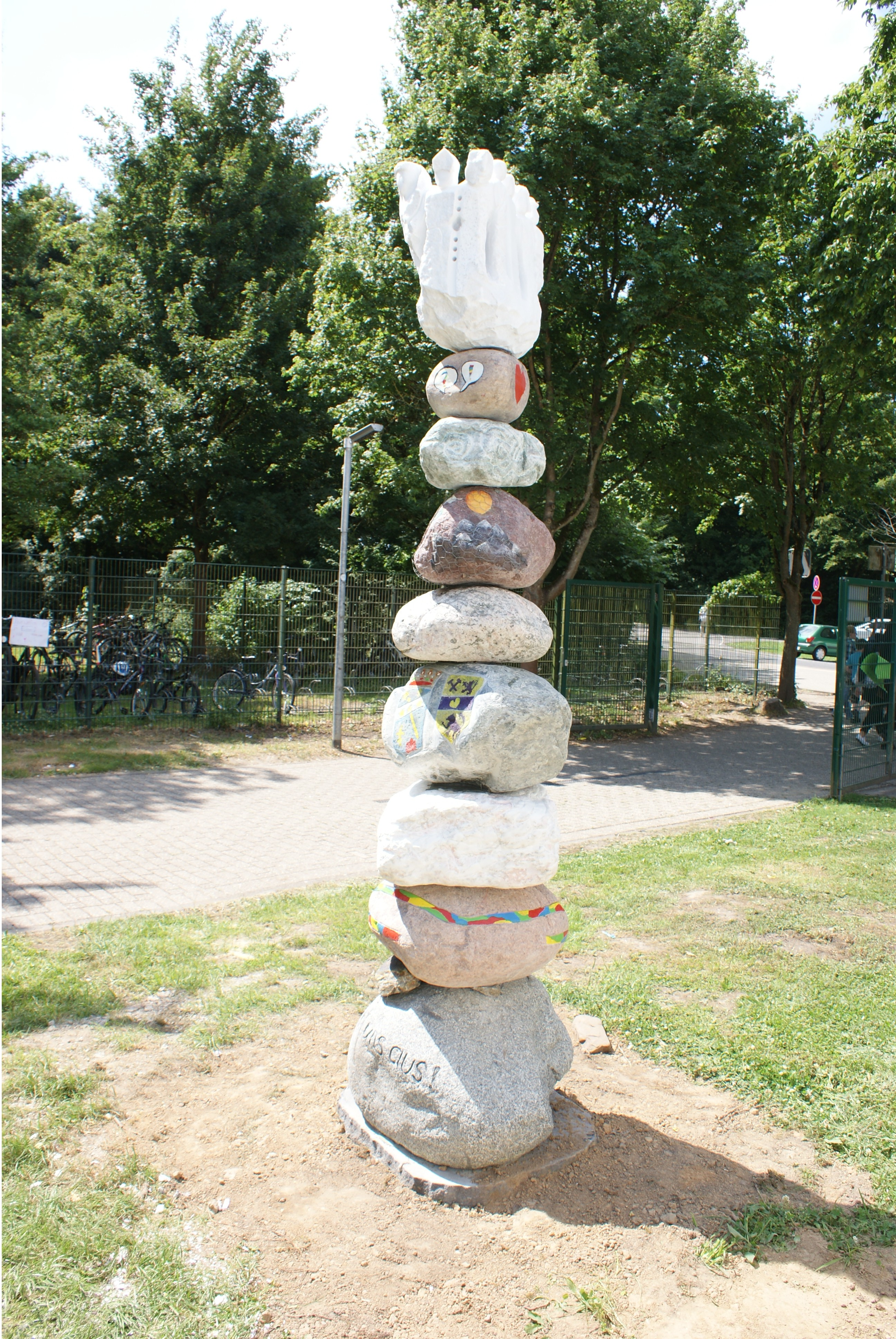
Vielfalt macht uns aus, Alsdorf
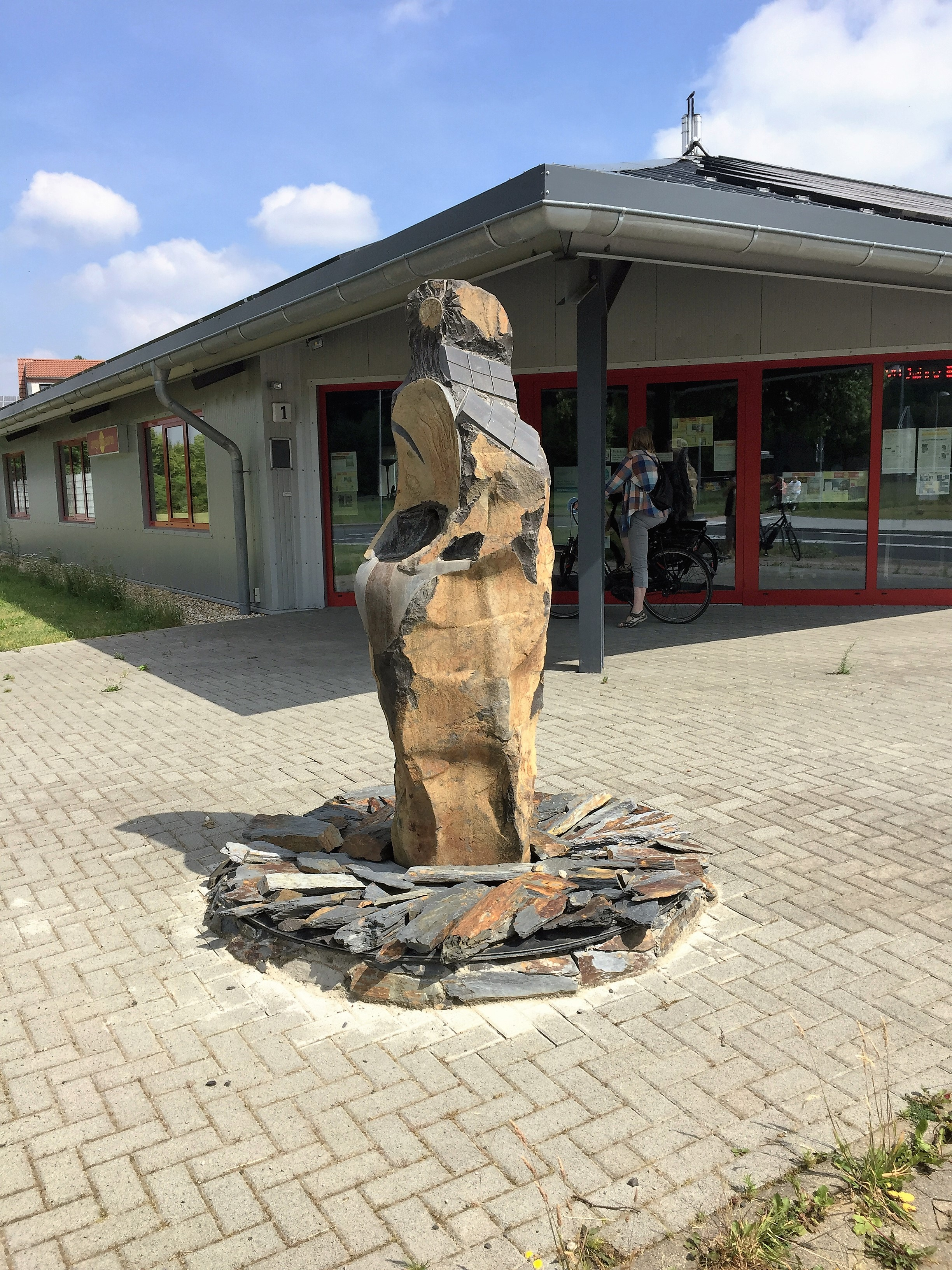
Erneuerbare Energien, Alsdorf
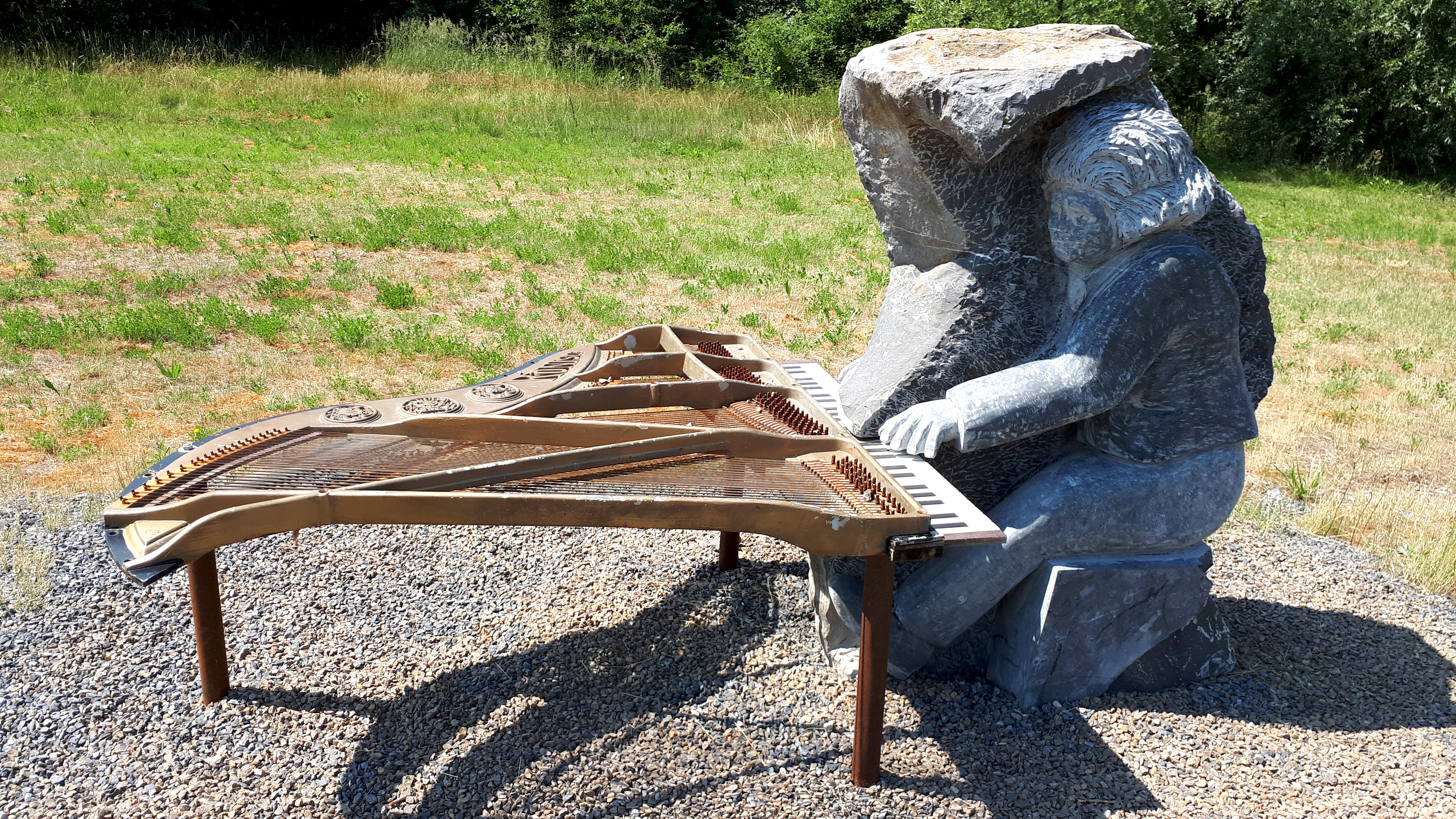
Alle Menschen werden Brüder, Walhorn

- 2010: Skulptur „Schwarzes und weißes Gold“, Hommage an die Arbeiter im Marmorabbau und im Steinkohlebergbau, Alsdorf
- 2016: Skulpture „Living“, Kinderkrebszentrum Maria Letizia Verga, Monza, Italien
- 2017: „Der Narr“ und „Erneuerbare Energie“, Türkischer Basalt, im Rahmen von 6 Skulpturen für Pillars of Freedom in den Parks von Alsdorf
- 2017: „Unbekümmertheit“, Laaser Marmor, Pillars of Freedom, Laas, Südtirol
- 2017: Skulptur „Einfachheit“, Pillars of Freedom, in Tuglie, Apulien, Italien
- 2017: 5 „Säulen der Freiheit“, Etsch-Radweg, Reschenpass, Meran
- 2018: Skulptur „Wings of Life“, Racale, Apulien, Italian
- 2020: Skulptur Karl der Große, 240 cm, Türkischer Basalt, Karlsgarden Aachen-Melaten, Ausgangspunkt des „Europäischen Skulpturenwegs“
- 2021: Skulptur „Alle Menschen werden Brüder“, Skulpturenweg am ehem. Steinbruch Rotsch in Walhorn

## Schriften / Werke (Auswahl)
- Perfekt kann jeder – Steine als Wegweiser zu neuen Perspektiven, Zuckschwerdt Verlag 2012, ISBN 978-3-86371-039-2
- Ich bin die Freiheit? – Ansichten zu den Säulen der Freiheit; I am the Freedom – Visions of the Pillars of Freedom, zweisprachig, Nibe Verlag, 2018, ISBN 978-3-947002-89-4